# Campionato asiatico femminile di pallacanestro 1984
Il 10º Campionato Asiatico Femminile di Pallacanestro FIBA (noto anche come FIBA Asia Championship for Women 1984) si è svolto a Shangai nella Repubblica popolare cinese dal 13 al 24 ottobre 1984.
I Campionati asiatici femminili di pallacanestro sono una manifestazione biennale tra le squadre nazionali organizzato dalla FIBA Asia.

## Squadre partecipanti
- Corea del Sud
- Giappone
- Cina
- India
- Hong Kong
- Filippine
- Singapore
- Malaysia
- Macao
- Sri Lanka

## Turno preliminare

### Girone A
| Squadra       | Partite disputate | Vinte | Perse | Punti fatti | Punti subiti | Differenza | Punti |
| ------------- | ----------------- | ----- | ----- | ----------- | ------------ | ---------- | ----- |
| Corea del Sud | 4                 | 4     | 0     | 531         | 147          | +384       | 8     |
| Filippine     | 4                 | 3     | 1     | 252         | 263          | -11        | 7     |
| Singapore     | 4                 | 2     | 2     | 168         | 268          | -100       | 6     |
| India         | 4                 | 1     | 3     | 235         | 350          | −115       | 5     |
| Macao         | 4                 | 0     | 4     | 178         | 336          | −158       | 4     |

### Girone B
| Squadra   | Partite disputate | Vinte | Perse | Punti fatti | Punti subiti | Differenza | Punti |
| --------- | ----------------- | ----- | ----- | ----------- | ------------ | ---------- | ----- |
| Cina      | 4                 | 4     | 0     | 487         | 158          | +329       | 8     |
| Giappone  | 4                 | 3     | 1     | 295         | 206          | +89        | 7     |
| Malaysia  | 4                 | 2     | 2     | 260         | 234          | +26        | 6     |
| Hong Kong | 4                 | 1     | 3     | 222         | 347          | −125       | 5     |
| Sri Lanka | 4                 | 0     | 4     | 151         | 470          | −319       | 4     |

## Fase finale

### Settimo-Decimo posto
| Squadra   | G | V | P | PF  | PS  | DP  | P.ti |
| --------- | - | - | - | --- | --- | --- | ---- |
| India     | 3 | 2 | 1 | 209 | 162 | +47 | 5    |
| Macao     | 3 | 2 | 1 | 227 | 206 | +21 | 5    |
| Hong Kong | 3 | 2 | 1 | 187 | 176 | +11 | 5    |
| Sri Lanka | 3 | 0 | 3 | 187 | 266 | −79 | 3    |

### Primo-Sesto posto
| Squadra       | G | V | P | PF  | PS  | DP   | P.ti |
| ------------- | - | - | - | --- | --- | ---- | ---- |
| Cina          | 5 | 5 | 0 | 479 | 192 | +287 | 10   |
| Corea del Sud | 5 | 4 | 1 | 477 | 223 | +254 | 9    |
| Giappone      | 5 | 3 | 2 | 276 | 293 | -17  | 8    |
| Filippine     | 5 | 2 | 3 | 195 | 344 | −149 | 7    |
| Malaysia      | 5 | 1 | 4 | 217 | 323 | -106 | 6    |
| Singapore     | 5 | 0 | 5 | 170 | 439 | −269 | 5    |

## Finali

### Finale 1º posto
|  | Finale          |                 |    |  |
|  |                 |                 |    |  |
|  | 24 ottobre 1984 | 24 ottobre 1984 | 62 |  |
|  | Cina            | Cina            | 61 |  |

### Finale 3º posto
|  | Finale          |                 |    |  |
|  |                 |                 |    |  |
|  | 24 ottobre 1984 | 24 ottobre 1984 | 81 |  |
|  | Filippine       | Filippine       | 53 |  |

## Classifica finale
| Posizione | Squadra       | Vinte/Perse |
| --------- | ------------- | ----------- |
| Oro       | Corea del Sud | 7-1         |
| Argento   | Cina          | 7-1         |
| Bronzo    | Giappone      | 6-2         |
| 4         | Filippine     | 4-4         |
| 5         | Malaysia      | 3-4         |
| 6         | Singapore     | 2-5         |
| 7         | India         | 2-4         |
| 8         | Macao         | 2-4         |
| 9         | Hong Kong     | 2-3         |
| 10        | Sri Lanka     | 0-6         |

## Campione d'Asia
| Campione d'Asia | Campione d'Asia | Campione d'Asia | Campione d'Asia |
| --------------- | --------------- | --------------- | --------------- |
| Corea del Sud   |                 |                 |                 |